# Андарбак
Андарбак је село у рајону Ванџ, на северозападу Горно-Бадахшанске области у Таџикистану. 

## Географија
Андарбак се налази у долини реци Јазгелем (таџ: Язғулом, рус. Язгелем), која утиче у Панџ. Има 536 становника (1976).